# الميزانية العسكرية لجمهورية الصين الشعبية

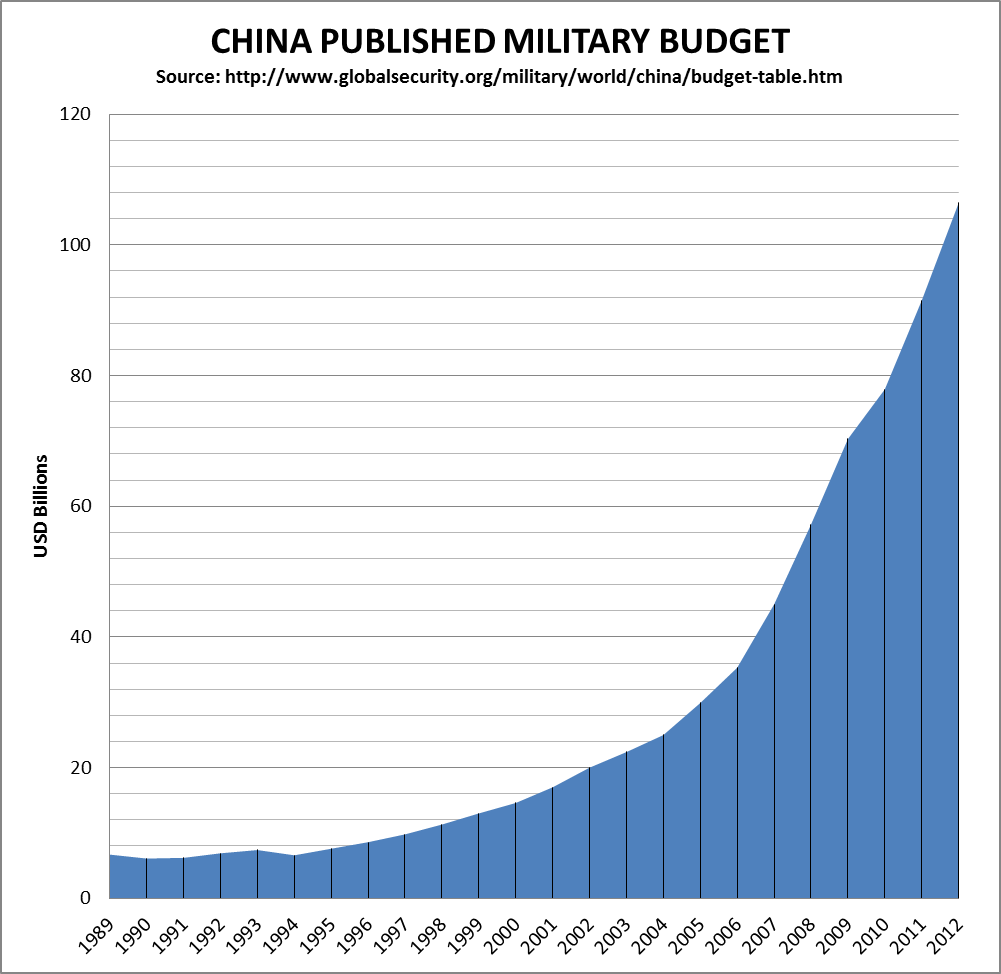

الميزانية العسكرية لجمهورية الصين الشعبية هي الميزانية المخصصة للشئون العسكرية والدفاعية في جمهورية الصين الشعبية. ونتيجة لبزوغ الصين كقوة اقتصادية قوية صاعدة في العقود الأخيرة، فإن الميزانية العسكرية للصين انعكس عليها هذا التقدم الاقتصادي، ظهر هذا واضحًا في عمليات التحديث الضخمة التي يخضع لها جيش التحرير الشعبي. في 2013، وفقًا للمعهد الدولي للدراسات الاستراتيجية، أصبح الإنفاق العسكري الصيني 112 مليار دولار.
في عام 2016، إنفاق الحكومة الرسمي على ميزانية الدفاع كان بمقدار (146) مليار دولار $، أي ان هنالك ازدياد بنسبة 11% عن ميزانية عام 2014 و التي كانت بمقدار (131) مليار دولار. هذا الأمر جعل الميزانية العسكرية الصينية ثاني أكبر ميزانية في العالم بعد الولايات المتحدة الأميريكة. و استنادا إلى ( معهد ستوكهولم لدراسات السلام العالمي ), فان الصين أصبحت ثالث أكبر مصدرر للسلاح ما بين عامي 2010-2014، بازدياد بلغت نسبته 143% عن فترة 2005-2009. الصين زودت الاسلحة الرئيسية لـ ( 35 ) دولة في الأعوام ما بين 2010-2014. نسبة كبيرة من الدول المستودة كانت للدول الثلاثة : باكستان، بنغلادش، ميانمار، مشكلين بذلك نسبة (68) % من المستوردين للسلاح الصيني. كذلك تحتوي قائمة المستوردين على 18 دولة أفريقية.

## شكوك
يرى الكثير من المحللين أن جمهورية الصين الشعبية تنفق في المجال العسكري أكثر مما تصرح به. ففي تقرير صادر عن البنتاجون موجه إلى الكونجرس يذكر أن الصين تنفق أكثر مما تصرح به، وأنها لا تنتهج سياسة الشفافية فيما يخص قدراتها العسكرية وتنامي قدراتها الدفاعية، وأيضا جاء في هذا التقرير أن الصين أصبحت ذات قدرة أكبر على تنفيذ ضربات وقائية أو هجمات استباقية، مشيراً إلى امتلاك الصين غواصات جديدة وطائرات بدون طيار وصواريخ بعيدة المدى.

## اقرأ أيضًا
- جيش التحرير الشعبي
- تطور الصين السلمي